# Oxytate parallela
Oxytate parallela là một loài nhện trong họ Thomisidae.
Loài này thuộc chi Oxytate. Oxytate parallela được Eugène Simon miêu tả năm 1880.